# 希茉娜
希茉娜（拉丁語：Simona Orinska，1978年8月18日—），出生于拉脫維亞厄格里，是拉脫維亞的舞踏艺术家、编舞家和指揮者。此外, 她專長于舞蹈療法或舞蹈運動療法.

## 生平
希茉娜在Ērgļi長大直到她6–7歲，而後她的家人搬遷到Misa (拉脫維亞)。當她17歲時她搬遷到里加，開始在里加应用學院（Riga Applied College）考查環境設計科系, 她的本科专业是物體設計。而後她在拉脫維亞文化專科院校（Latvian Academy of Culture）完成她的艺术學士及硕士学位，接著在里加Stradina大學（Riga Stradina University）完成她的第二硕士学位 - 保健服務及艺术療法专业資格。

## 舞踏生涯
希茉娜第一次見識到舞踏是在2002年當她参与来自德国Schloss Brölin Art Center的Sophie Cournede的工作坊，但她只在2005年才開始積極参与舞踏:
- 2005年 Anita Saij的舞踏舞方 (北歐舞踏學院, Nordic School of Butoh,  丹麦)
- 2006年 Susanna Akerlund的舞踏舞方 (SU-EN舞踏公司, SU-EN Butoh Company, 瑞典)
- 2007年 Ken Mai (https://web.archive.org/web/20090514064404/http://www.kenmaibutoh.com/en/index.html) 的舞踏大師課程 (里加, 拉脫維亞)
- 2007年 Ken Mai, Yukio Waguri (https://web.archive.org/web/20110930020104/http://www.otsukimi.net/koz/e_yw_profile.html) 及 Tsuruyama ZULU Kinya 的舞踏大師課程 (在無言艺术節"垂直線2007年:舞踏聯繫"("Vertical 2007: Butoh Relations")框架下主辦) (圣彼得堡, 俄罗斯)
- 2007年 SU-EN舞踏公司的工作坊及参与其國際表演項目"雞項目 - 罗密欧与朱丽叶 ("The Chicken project – Romeo and Juliet") (瑞典, 乌普萨拉, 威廉·莎士比亚節 (Shakespeare’s Festival))
- 2007年 Kitt Johnson 的工作坊 - "表達解剖学" ("Expressive Anatomy”) (丹麦)
- 2010年 李瑞强 (Lee Swee Keong) 及 姚丽洙 (Yeow Lai Chee) (寿板公司, Nyoba Kan Company,马来西亚, 吉隆坡)
- 2010年 Joao Roberto de Souza (来自巴西的舞踏艺术家的舞踏工作坊 (在"2010年寿板舞踏祭", "2010 Nyoba Kan International Butoh Festival",框架下主辦) (马来西亚, 吉隆坡)
- 2010年 葛西俊治 (Toshiharu Kasai,艺名: Itto Morita)的舞踏工作坊 (日本)

2008年, 她参与在里加主辦的國際艺术協同效應節 (International Arts Synergy Festival) 和呈现一个多元媒体舞踏表演稱為"眼睛在我的膝蓋飄揚" ("Eyes Fluttering in My Knees").
2010年, 她將在里加的快樂艺术博物館(Happy Art Museum)呈现一个新的舞踏表演稱為"神聖夜舞"("The Sacred Dances of the Night"). 她的合夥人是Modris Tenisons(艺术家、指揮者), Artis Gulbis(表演及音響家), Gita Straustina(錄影家), Skaidra Jančaite(来自立陶宛的歌唱家), Ken Mai(来自日本的表演顧問), Ērika Māldere(艺术燈光設計師) and Aigars Lenkēvičs(圖像設計師) 

## 其他舞蹈表演
除了舞踏表演之外, 她也参与列隊艺術(processional art)的演出 - "有人領導"("Somebody who leads") 与在一个圖片展 - "俳句" ("On Haiku")演出. 她也参与國際舞蹈錄影項目 (拉脫維亞, 英格兰,波兰, 西班牙, 智利, 匈牙利), 首映是在2007年8月17日在國際錄影艺術節"水件"(International Video Art Festival “Waterpieces 07”)框架下演出.

## 舞蹈運動療法
希茉娜在"ARS"醫學會(Medicīnas sabiedrība "ARS") 管制下于舞蹈療法或舞蹈運動療法為生. 她提供個體和集體舞蹈運動療法. 她的客戶包括兒童和成人. 她用舞蹈運動改善客戶的身體，情緒，認知和社交能力. 她用這種療法以幫助她減輕客戶的情緒和身體的壓力，解決身心(psychosomatics)方面的問題，
自2009年4月20日，她在一家兒童醫院"Gailezers”被受聘為藝術治療專家（舞蹈運動療法），治療有精神問題的兒童。
她在布里斯托爾，英國曾參與兩個舞蹈運動療法的實習: 在2008年在一個舞蹈運動治療中心稱為“舞蹈之聲”（客戶群體：心理健康問題，成癮康復，學習困難，自閉症兒童和個人客戶）和特殊學校自閉症兒童被稱為“St.Christopher的學校”（客戶群體：替個人客戶提供自閉症譜系障礙.
她是拉脫維亞舞蹈運動療法協會的創始成員之一。她現在也是協會的董事會成員之一。